# Ian Morris (football)
Pour les articles homonymes, voir Ian Morris et Morris.
Ian Morris est un footballeur irlandais né le 27 février 1987 à Dublin. Il évolue au poste de défenseur. Au terme de sa carrière de joueur, il devient entraîneur prenant en charge le Shelbourne Football Club puis le Waterford Football Club.

## Carrière
- 2003-2006 : Leeds United  Angleterre
  - 2005-2006 : Blackpool  Angleterre (prêt)
- 2006-2011 : Scunthorpe United  Angleterre
  - mars 2009-2009 : Carlisle United  Angleterre (prêt)
  - nov. 2010-jan. 2010 : Chesterfield  Angleterre (prêt)
  - 2010-2011 : Chesterfield  Angleterre (prêt)
- 2011-2-13 : Torquay United[1]  Angleterre
- 2013-2015 : Northampton Town  Angleterre

## Sélections
- 1 sélection et 0 but avec l'équipe d'Irlande espoirs en 2007.

## Palmarès
- Vainqueur de la Football League One (3e division) en 2007 avec Scunthorpe

## Statistiques
- 20 matchs et 3 buts en D2 anglaise lors de la saison 2007-2008